# Купинська сільська рада
Ку́пинська сільська́ ра́да — адміністративно-територіальна одиниця та орган місцевого самоврядування в Городоцькому районі Хмельницької області. Адміністративний центр — село Купин.

## Загальні відомості
Купинська сільська рада утворена в 1923 році.
- Територія ради: 38,18 км²
- Населення ради: 1 558 осіб (станом на 2001 рік)
- Територією ради протікають річки Смотрич, Чорнивідка

## Населені пункти
Сільській раді підпорядковані населені пункти:
- с. Купин
- с. Велика Левада
- с. Мала Левада

## Склад ради
Рада складалася з 16 депутатів та голови.
- Голова ради: Липовецька Євгенія Василівна
- Секретар ради: Цвітлюк Олена Іванівна

### Керівний склад попередніх скликань
| Прізвище, ім'я, по батькові  | Основні відомості                                                                           | Дата обрання | Дата звільнення |
| ---------------------------- | ------------------------------------------------------------------------------------------- | ------------ | --------------- |
| Швець Яків Францович         | Сільський голова, 1974 року народження, член Народної партії                                | 26.03.2006   | 31.10.2010      |
| Липовецька Євгенія Василівна | Сільський голова, 1975 року народження, освіта середня спеціальна, член партії Єдиний Центр | 31.10.2010   |                 |

Примітка: таблиця складена за даними сайту Верховної Ради України

### Депутати
За результатами місцевих виборів 2010 року депутатами ради стали:

#### За суб'єктами висування
| Суб'єкт висування | Кількість обраних депутатів | %    |
| ----------------- | --------------------------- | ---- |
| Самовисування     | 11                          | 68,8 |
| Народна партія    | 4                           | 25   |
| Партія регіонів   | 1                           | 6,3  |

#### За округами
| № округу        | Прізвище, ім'я, по батькові      | Дата визнання обраним | Освіта             | Партійна приналежність | Відомості про обраного депутата                                    |
| --------------- | -------------------------------- | --------------------- | ------------------ | ---------------------- | ------------------------------------------------------------------ |
| Народна Партія  |                                  |                       |                    |                        |                                                                    |
| 5               | Варшавський Боліслав Казимірович | 03.11.2010            | вища               | позапартійний          | Купинська ветлікарня, ветлікар                                     |
| 10              | Пліш Тетяна Степанівна           | 03.11.2010            | середня спеціальна | позапартійна           | Сільська рада, бухгалтер                                           |
| 12              | Цвітлюк Олена Іванівна           | 03.11.2010            | вища               | позапартійна           | Сільська рада, секретар                                            |
| 14              | Пліш Микола Омельянович          | 03.11.2010            | середня спеціальна | позапартійний          | ТОВ «Оболонь-Агро», інженер                                        |
| Партія регіонів |                                  |                       |                    |                        |                                                                    |
| 4               | Царик Неля Володимирівна         | 17.12.2013            | вища               | член Партії регіонів   | Купинська сільська рада, діловод                                   |
| Самовисування   |                                  |                       |                    |                        |                                                                    |
| 1               | Босак Григорій Миколайович       | 03.11.2010            | середня            | позапартійний          | ТОВ «Мрія Поділля», заправник                                      |
| 2               | Сікірко Алла Миколаївна          | 03.11.2010            | середня            | позапартійна           | тимчасово не працює                                                |
| 3               | Смолинець Юрій Петрович          | 03.11.2010            | середня спеціальна | позапартійний          | Ярмолинецький Держлісгосп, бензопильщик                            |
| 6               | Риба Віталій Опанасович          | 03.11.2010            | вища               | позапартійний          | ТОВ «Оболонь-Агро», охоронець                                      |
| 7               | Сльоз Євгена Петрівна            | 03.11.2010            | середня            | позапартійна           | ТОВ «Оболонь-Агро», вагар                                          |
| 8               | Боднар Олександр Олександрович   | 03.11.2010            | середня            | позапартійний          | пенсіонер                                                          |
| 9               | Голуб Михайло Миколайович        | 03.11.2010            | вища               | позапартійний          | ТОВ «Оболонь-Агро», завідувач току                                 |
| 11              | Гулай Наталія Михайлівна         | 03.11.2010            | середня            | член Єдиного Центру    | Великолевадський дошкільний навчальний заклад, помічник вихователя |
| 13              | Гарган Тетяна Володимирівна      | 03.11.2010            | середня спеціальна | позапартійна           | Торгова точка, продавець                                           |
| 15              | Савіцька Оксана Анатоліївна      | 03.11.2010            | середня спеціальна | позапартійна           | Торгова точка, продавець                                           |
| 16              | Гуляєв Володимир Андрійович      | 03.11.2010            | середня            | позапартійний          | ТОВ «Оболонь-Агро», шофер                                          |